# Weißstirnspint
Der Weißstirnspint (Merops bullockoides) ist eine Vogelart aus der Familie der Bienenfresser und zählt zur Gattung Merops. Die Art wurde ehemals einer Gattung namens Feldspinte (Melittophagus) zugeordnet. Weißstirnspinte sind Koloniebrüter. Das Verbreitungsgebiet liegt südlich der Sahara.

## Merkmale
Der Vogel hat das typische Aussehen der generell farbenprächtigen Bienenfresser. Charakteristisch ist auch der kräftige Schnabel, der vorne spitz zuläuft. Die weißen Stirnfedern sind namensgebend und unterscheiden die Art vom nahverwandten Rotkehlspint (Merops bulocki). Im Federkleid des Weißstirnspints dominieren auf dem Rücken Grüntöne, unterseits ist er blau getönt beziehungsweise im Nacken- und Brustbereich zimtfarben. Die Augen liegen in einer dunklen Maske, die vom Schnabel nach hinten zieht. Die Kehle leuchtet scharlachrot, das Kinn ist weiß wie die Stirn.
Im Flugbild sind die abgerundeten Flügel erkennbar, die Gleitflüge und rasante Flugmanöver ermöglichen. Der lange, braungetönte Schwanz ist nicht gegabelt wie bei anderen Bienenfresserarten. Er dient als Steuerruder und ermöglicht zudem ein Abstützen an Steilwänden, wo dieser Höhlenbrüter vornehmlich lebt.
Die Körperlänge beträgt 23 cm, die Flügelspannweite 30–35 cm. Ein Weißstirnspint wiegt 28–38 g. In den Körpermaßen und im Gefieder unterscheiden sich beide Geschlechter nicht.

## Verbreitung
Der Weißstirnspint lebt ganzjährig südlich des Äquators, in Zentral- und Südafrika. Hauptverbreitungszone sind wasserreiche Gebiete in den Ländern Gabun, Republik Kongo, Demokratische Republik Kongo bis Kenia und Tansania im nördlichen Bereich der Verbreitung, und im südlichen Bereich sind es Namibia (Caprivi-Streifen), Botswana, Zimbabwe und Südafrika. Das bevorzugte Habitat sind Savannen mit baumbestandenen Flussläufen, aber auch ausgetrocknete Flusstäler mit Baumbestand. In südafrikanischen Regionen werden Weißstirnspinte häufig in Biotopen mit nektarreichen Bäumen gesichtet, die wie etwa Eukalyptus die Bienen anziehen.
Weißstirnspinte können größere Strecken ziehen, bleiben aber in der Regel vor Ort. Sie sind Teilzieher.

## Lebensweise – Verhalten

### Ernährung
Weißstirnspinte ernähren sich hauptsächlich von Fluginsekten. Die Gruppe der Hautflügler (Hymenoptera) mit Bienen, Hummeln und Wespen spielen als Beute eine wichtige Rolle, aber auch andere Insekten wie Schmetterlinge und Heuschrecken werden erbeutet. Das Jagdrevier kann einige Kilometer von den Schlafbäumen oder Höhlen entfernt sein.
Weißstirnspinte jagen meist von einem Busch oder niedrigen Ast aus. Von diesem Ansitz aus kontrollieren sie die Umgebung und starten ihren Angriff auf Fluginsekten. Die Spinte zeigen dabei oft akrobatische Flugmanöver. Schließlich schnappen sie die Beute mit ihrem spitzen, leicht gebogenen Schnabel, bearbeiten sie und verspeisen sie auf einem nahegelegenen Ast. Eine andere Jagdtechnik besteht darint, flach über den Boden zu fliegen und mit der pinzettartigen Schnabelspitze die Beute zu ergreifen. Bis zu 300 Angriffe starten sie am Tag, 50–70 % sind davon erfolgreich.

### Fortpflanzung
Bienenfresser wie der Weißstirnspint sind Höhlenbrüter. Sie graben 1–2 m lange Nisttunnel in sandige Steilufer oder andere Abhänge. Am Ende des Tunnels befindet sich die ovale Nisthöhle. Verwandte Artgenossen („Helfer“) unterstützen einander. Der Sand wird mit dem Schnabel aufgelockert und mit den kräftigen Füßen rückwärts aus dem Tunnel geschoben.
Die Fortpflanzung ist nicht an eine Jahreszeit gebunden, sondern wird durch Regenfälle eingeleitet. Das Weibchen legt 2–5 Eier. Von der Witterung, insbesondere der Insektenmenge, hängt es ab wie viele Jungvögel durchkommen. Mitglieder eines Clans (siehe Abschnitt Sozialverhalten), vor allem junge Männchen, wirken bei  der Aufzucht der Jungen mit. Weißstirnspinte sind ein Paradebeispiel für das wissenschaftlich gut untersuchte System der „Helfer“ beim kooperativen Brüten.

### Sozialverhalten
Weißstirnspinte sind äußerst soziale Vögel. Sie leben in Kolonien mit vielen Bruthöhlen und durchschnittlich 100 Individuen. Morgens brechen sie nach einer Aufwärmphase gemeinsam zu insektenreichen Nahrungsterritorien auf. Paare sind weitgehend monogam, und die Familien bleiben weiter zusammen, wenn die Jungen flügge sind. Kolonien bestehen aus vielen Familien, die sich zu Clans aus 3–4 Paaren und einigen Helfern zusammensetzen. In einer Kolonie leben bis zu vier Generationen. Weißstirnspinte unterstützen einander, etwa bei der Jungenaufzucht, und sie konkurrieren – etwa um Futter, das sie manchmal einander stehlen.
Durch Beringung der Individuen an einem Standort in Kenia (Nakurusee) und langjähriger Beobachtung der Kolonie wurden viele Details des Sozialverhaltens entschlüsselt. So sind die „Helfer“ in der Regel nah verwandt, und Weibchen kopulieren teilweise mit nicht verpaarten Männchen. Beschrieben ist außerdem der innerartliche Parasitismus von Weißstirnspinten, bei denen Weibchen ihre Eier in die Nester anderer Weibchen legen.
Das Sozialverhalten der Weißstirnspinte hat in den 1980er Jahren eine umfangreiche Debatte über die evolutionären Vorteile von Koloniebildung und dem System der „Helfer“ bei Vögeln ausgelöst.